# Populicerus populi
Populicerus populi är en insektsart som först beskrevs av Carl von Linné 1761.  Populicerus populi ingår i släktet Populicerus, och familjen dvärgstritar. Arten är reproducerande i Sverige.